# بری کونلون
بری کونلون (انگلیسی: Barry Conlon؛ زادهٔ ۱ اکتبر ۱۹۷۸) بازیکن فوتبال اهل جمهوری ایرلند است.
از باشگاه‌هایی که در آن بازی کرده است می‌توان به باشگاه فوتبال منزفیلد تاون، باشگاه فوتبال روترهام یونایتد، باشگاه فوتبال ساوتند یونایتد، باشگاه فوتبال دارلینگتون، باشگاه فوتبال گریمزبی تاون، باشگاه فوتبال کویینز پارک رنجرز، باشگاه فوتبال استوک‌پورت کانتی، باشگاه فوتبال یورک سیتی، باشگاه فوتبال کولچستر یونایتد، باشگاه فوتبال برادفورد سیتی، باشگاه فوتبال دانداک، باشگاه فوتبال منچستر سیتی، باشگاه فوتبال چسترفیلد، باشگاه فوتبال بارنزلی، و باشگاه فوتبال پلیموث آرگیل اشاره کرد.
وی همچنین در تیم ملی فوتبال زیر ۲۱ سال جمهوری ایرلند بازی کرده است.